# Randia aculeata
Espèce
Classification phylogénétique
Randia aculeata ou indigoberry blanc est une espèce de plantes de la famille des Rubiaceae.